# Georg von Opel, Jr.

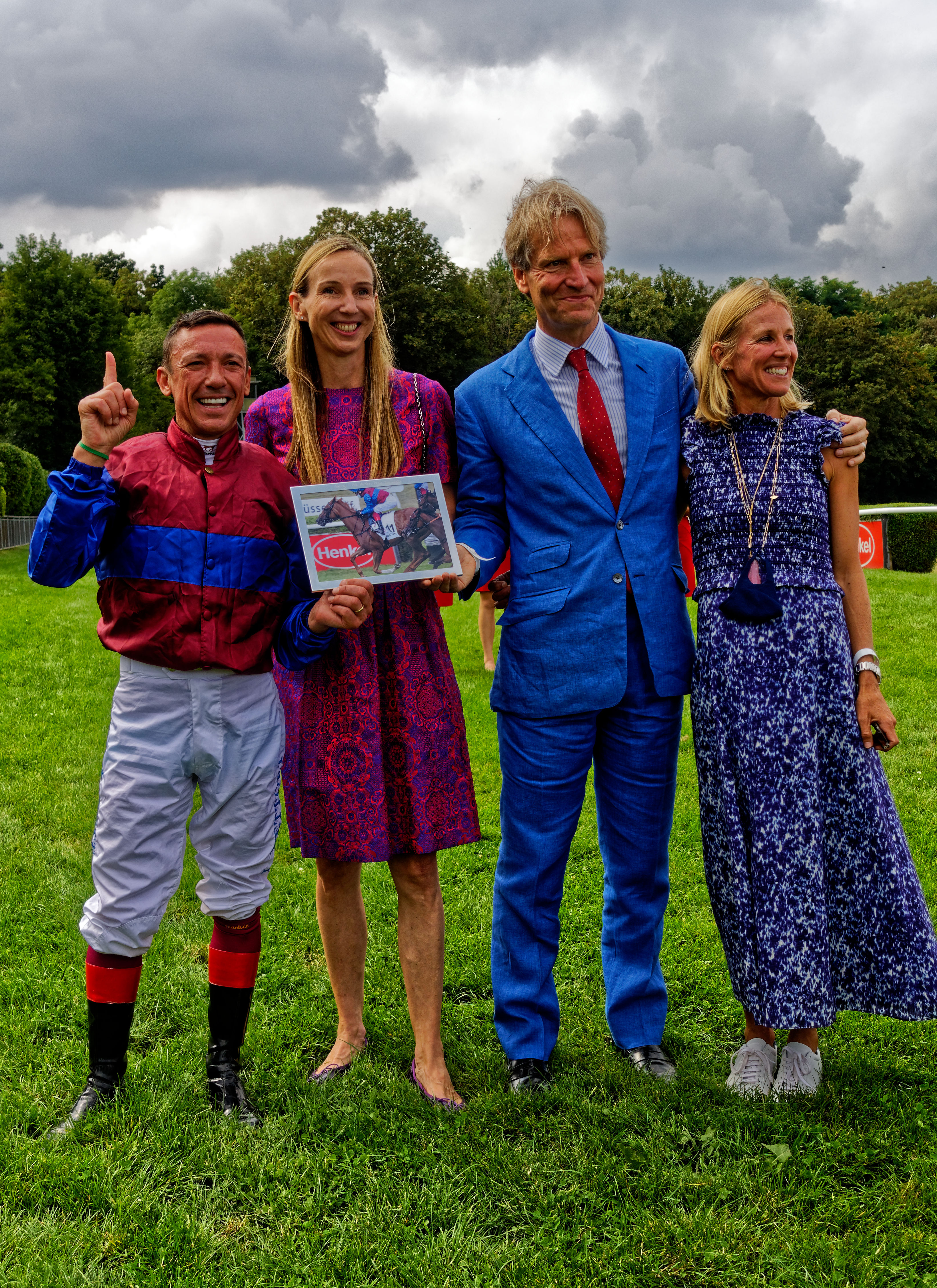
Emily und Georg von Opel, 2020 (v.l.)

Georg von Opel, Jr. oder Georg von Opel II (* 4. Mai 1966 in Kronberg im Taunus; heimatberechtigt in La Punt Chamues-ch) ist ein deutsch-schweizerischer Unternehmer, Financier und Mitglied der Familie Opel. Sein Vermögen wird von Forbes auf 2,3 Milliarden US-Dollar geschätzt.

## Leben
Von Opel wurde am 4. Mai 1966 in Kronberg im Taunus als zweitjüngster Sohn seines gleichnamigen Vaters Georg von Opel und dessen dritter Ehefrau Sigrid, geborene Revers (* 1945) geboren. Im Alter von fünf Jahren verlor er seinen Vater. Er studierte in den USA an der University of Rhode Island und der AmericanContinental University in London Betriebswirtschaft und beschäftigte sich bereits als Student mit Investitionsstrategien. 
1989 ließ sich von Opel einen Teil des Familienvermögens (damals bestehend aus einer Autohandelskette, Immobilien und einem diversifizierten Portfolio) ausbezahlen. Im Jahre 1995 erwarb er die Hansa Aktiengesellschaft, die in den 1930er Jahren von seinem Onkel gegründet worden war, und baute diese zu seiner privaten Beteiligungsgesellschaft mit Sitz in St. Moritz aus. Im Jahre 2007 gründete er zudem die Growth Value Opportunities (GVO), die er an die Börse brachte.

## Privates
Von Opel ist mit der Engländerin Emily Louise, geborene Bond verheiratet. Er hat fünf Kinder. Die Familie lebt in London und La Punt Chamues-ch. Aus Leidenschaft fürs Radfahren wurde er Gründer und Gesellschafter des Fahrradherstellers Opelit mit Sitz am alten Opel-Standort in Rüsselsheim.
Georg von Opel jr. ist ein Stiefbruder von Heinz von Opel, dessen Tochter Aline von Opel das Gestüt Westerberg seit 1999 mit Peter Rodde führt. 2022 gewann ihr Pferd Tuesday das englische Stutenderby Oaks.